# Xano Armenter
Xano Armenter (Las Palmas de Gran Canaria, 1956), és un pintor català.

## Biografia
Nascut a les illes Canàries de família de Balaguer, estudia art i disseny a l'Escola Eina de Barcelona, i a la School of Visual Arts i New York Academy de Nova York. S'instal·la a Manhattan el 1980 i viu de ple l'aparició del hip hop, el boom del graffiti i el retorn de l'interès per la pintura a l'East Village novaiorquès. Ha exposat i té obra a col·leccions privades i públiques del Japó, Espanya, els Estats Units, França i Gran Bretanya. Viu al barri barcelonès de Gràcia.